# الکس گیلیاد
الکس گیلیاد (انگلیسی: Alex Gilliead؛ زادهٔ ۱۱ فوریهٔ ۱۹۹۶) بازیکن فوتبال اهل بریتانیا است.
از باشگاه‌هایی که در آن بازی کرده‌است می‌توان به باشگاه فوتبال اسکانتورپ یونایتد، باشگاه فوتبال کارلایل یونایتد، و باشگاه فوتبال نیوکاسل یونایتد اشاره کرد.
وی همچنین در تیم‌های ملی فوتبال England national under-16 football team، زیر ۱۷ سال انگلستان، زیر ۱۸ سال انگلستان، و زیر ۲۰ سال انگلستان بازی کرده‌است.